# Jun Suzuki
Jun Suzuki (鈴木 淳?, Suzuki Jun; Watari, 4 ottobre 1967) è un allenatore di calcio ed ex calciatore giapponese, tecnico dell'Omiya Ardija.